# Ефремов, Иван Антонович (депутат)
Ива́н Анто́нович Ефре́мов (1867 — ?) — крестьянин, депутат Государственной думы II созыва от Ставропольской губернии.

## Биография
Крестьянин села Сергиевское Ставропольской губернии. Выпускник министерского  1-классного училища. 8 лет работал волостным писарем. Служил распорядителем сельского банка в Сергиевском. Направлял корреспонденции в газету «Северный Кавказ». Устраивал чтения для народа и заведовал сельской библиотекой.
6 февраля 1907 года избран в Государственную думу II созыва от общего состава выборщиков Ставропольского губернского избирательного собрания. Вошёл в состав Трудовой группы и фракции Крестьянского союза. Состоял в думской Комиссии поместному самоуправлению.
Дальнейшая судьба и дата смерти неизвестны.

### Архивы
- Российский государственный исторический архив. Фонд 1278. Опись 1 (2-й созыв). Дело 150; Дело 613. Лист 11.